# Condercum

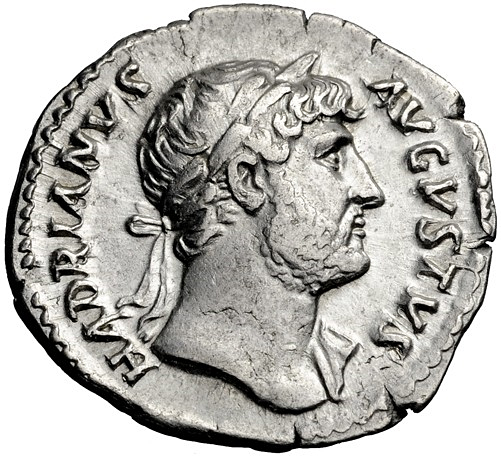
Münzporträt des Hadrian

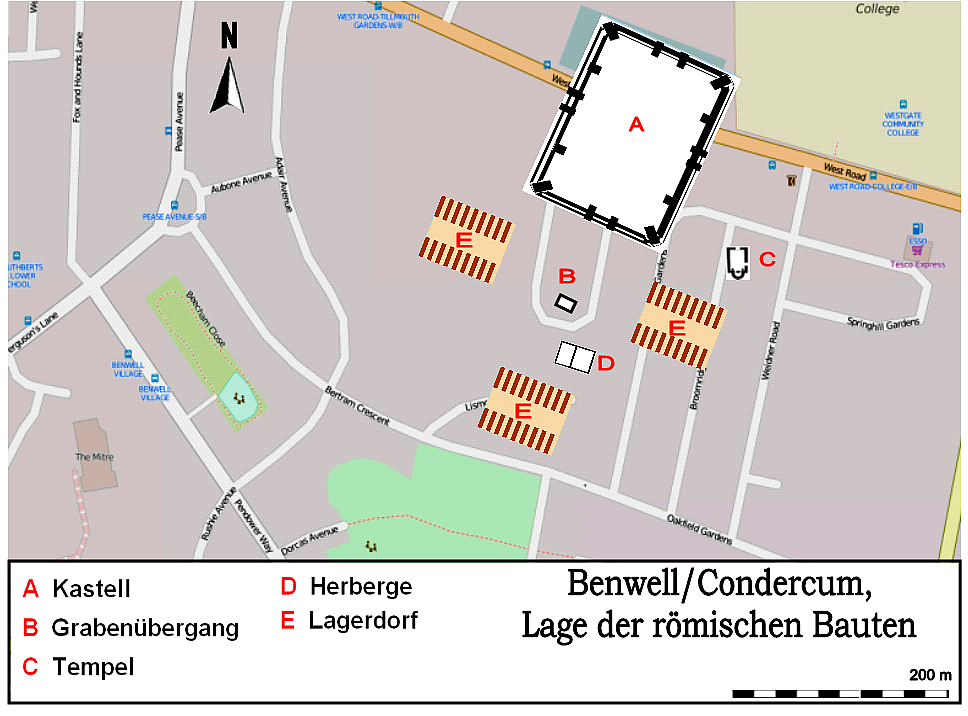
Lage der römischen Bauten

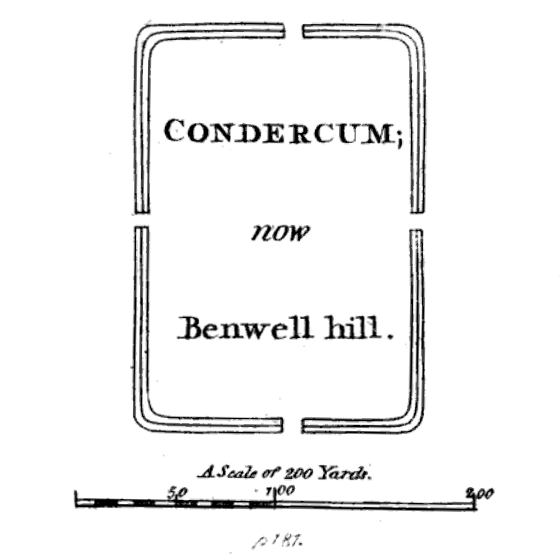
Planskizze von William Hutton, 1802

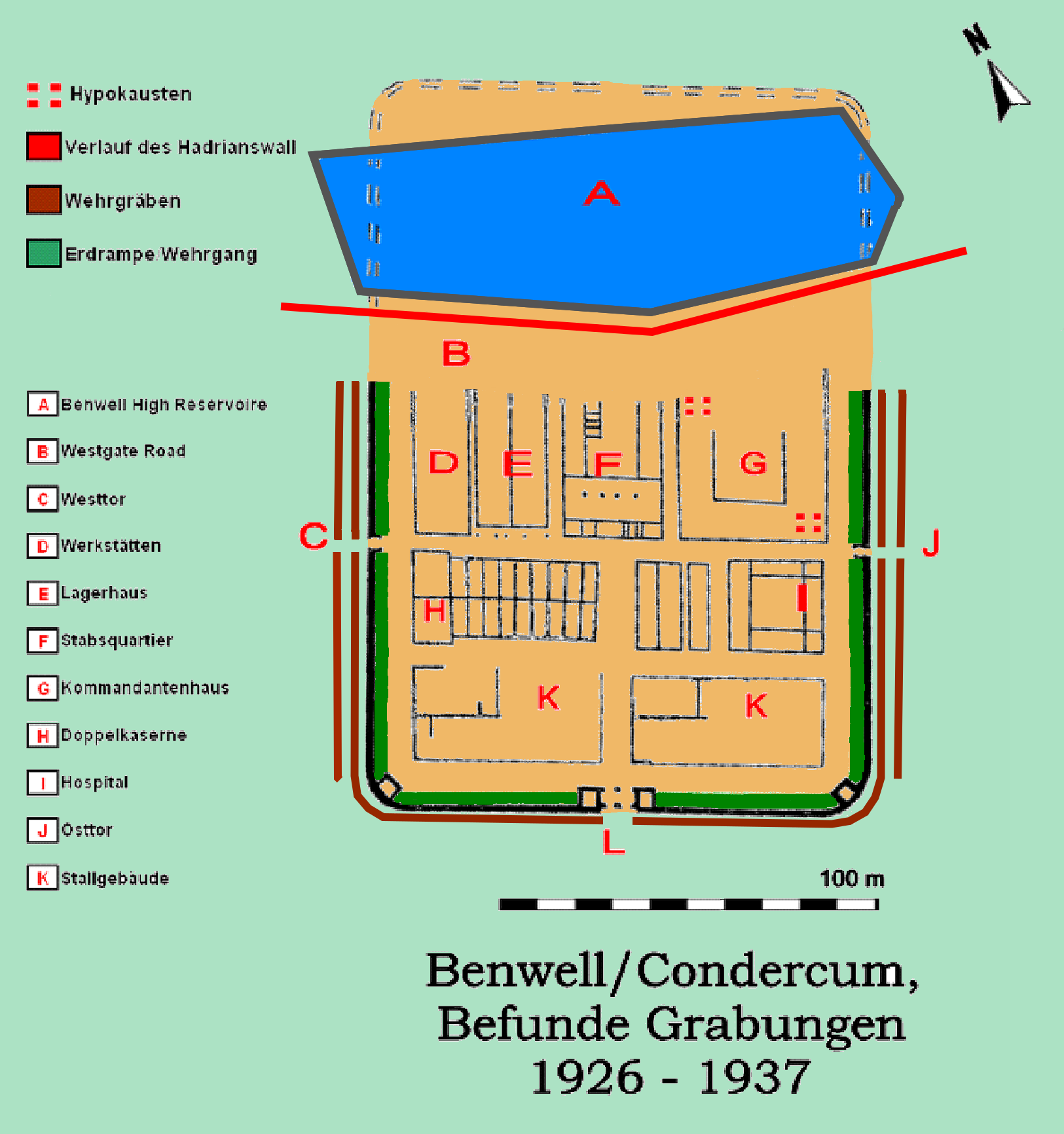
Befundplan (1926–1937)

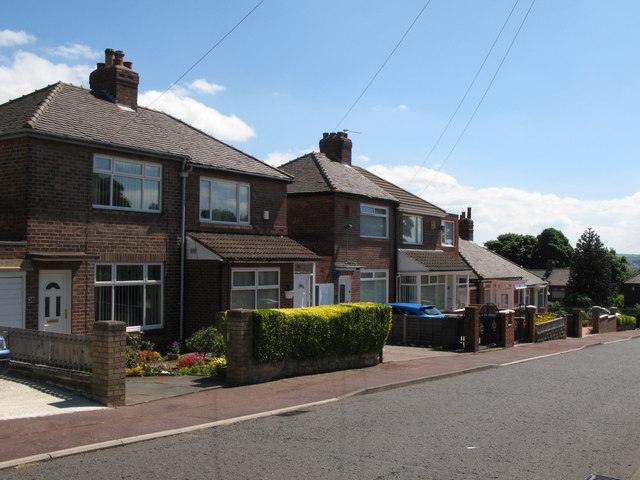
Wohnhäuser im Nordteil des Kastellareals

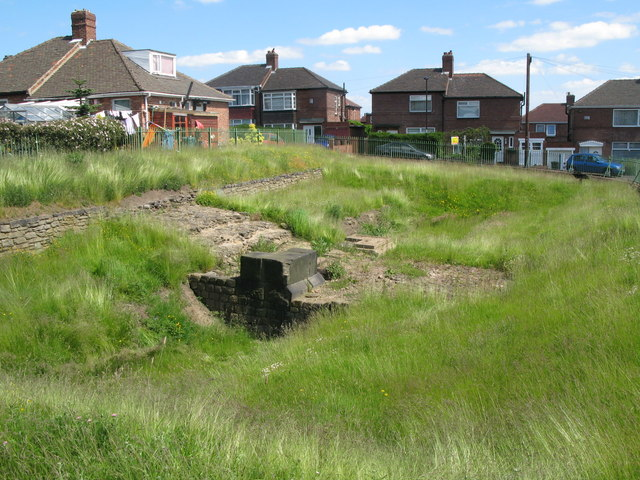
Reste des südlichen Grabenübergangs, Blick aus West

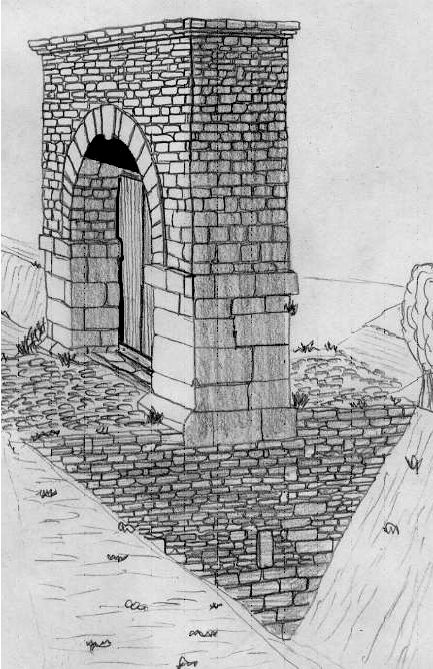
Rekonstruktionsversuch des Vallum-Tors, Ansicht aus Ost. Der Bogen war möglicherweise noch etwas aufwendiger dekoriert, als hier dargestellt.

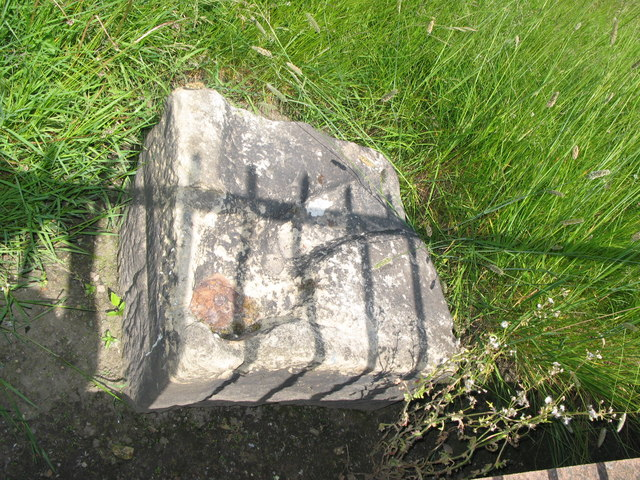
Pivotstein eines Torflügels

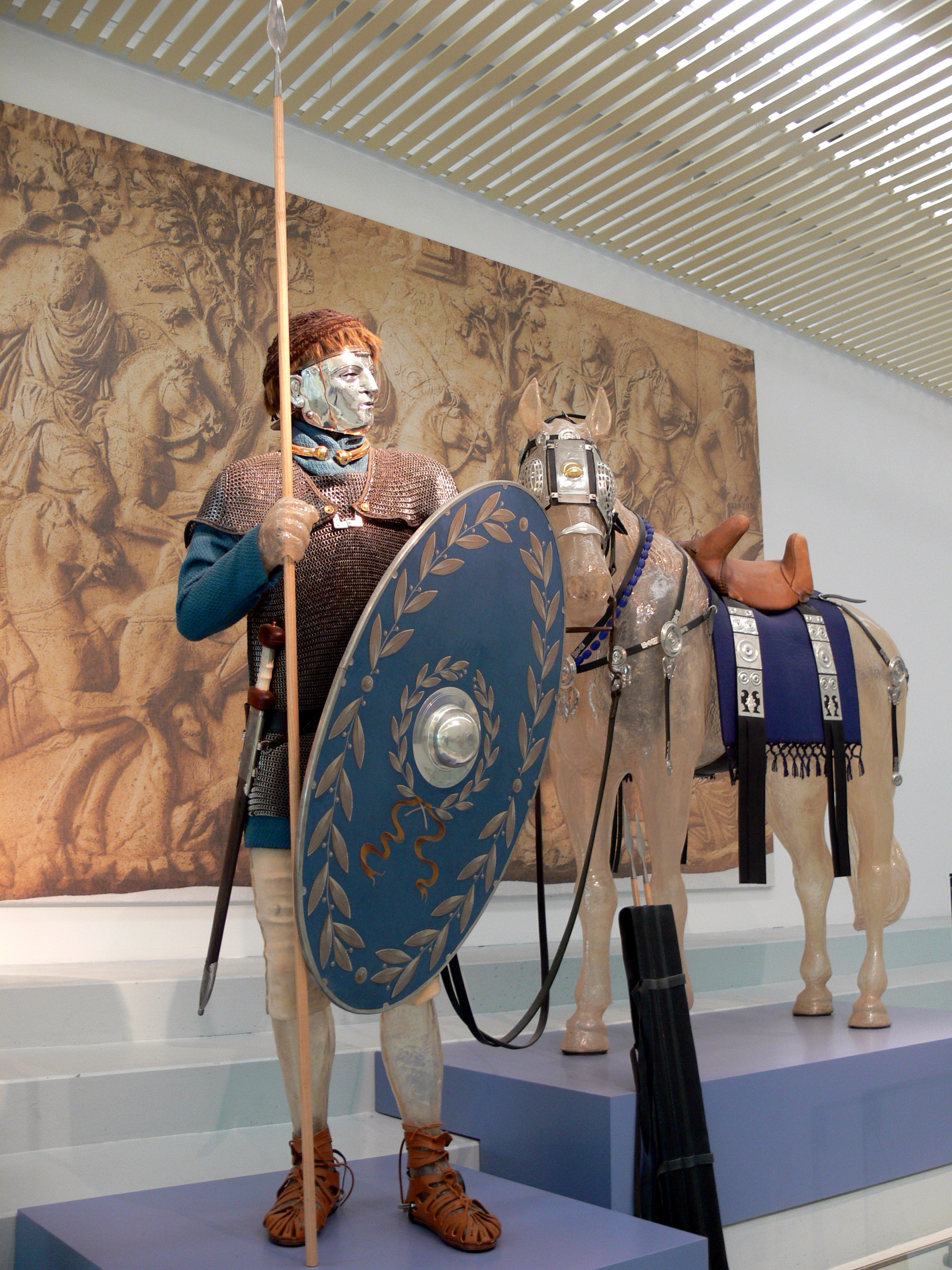
Römischer Hilfstruppenkavallerist in der Ausrüstung des 1. und 2. Jahrhunderts, Figurine im Museum Het Valkhof in Nijmegen (Gelderland)

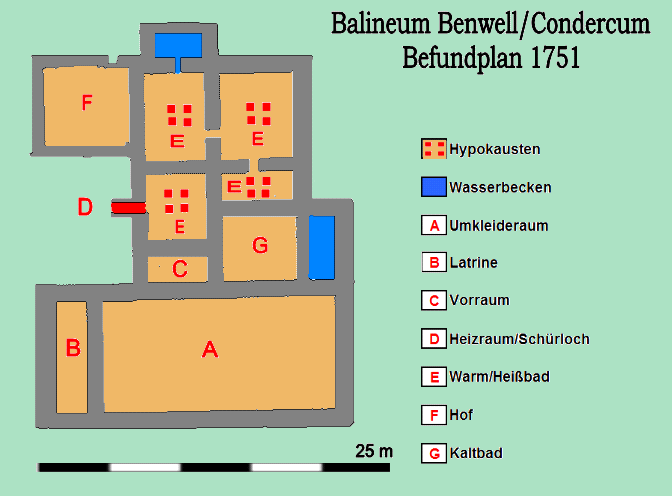
Skizze des römischen Badehauses nach den Befunden von 1751

Condercum war ein römisches Reiterkastell der Hilfstruppen und stand auf dem Gebiet von Benwell/Condercum Estate, einem Stadtteil von Newcastle upon Tyne (Metropolitan County), Tyne and Wear, England.
Es gehörte zu der aus insgesamt 16 Kastellen bestehenden Festungskette des Hadrianswalls (per lineam valli) und sicherte dessen östlichen Abschnitt. Das Lager wurde etwa 300 Jahre, vermutlich von 122 bis 400 n. Chr., vom Militär genutzt. Überregional bekannt geworden ist die Ausgrabungsstätte durch den mit einem Torbau gesicherten Übergang am südlichen Graben des Walls und einen Tempel des Antenociticus.

## Name
Condercum bedeutet: "Aussichtspunkt" oder „der Ort von dem man aus weit ins Land blicken kann“. Er setzt sich aus den keltischen Wörtern com (= mit) und derco (= Rundblick) zusammen und ist nur aus einer einzigen antiken Schriftquelle, der Notitia dignitatum bekannt. In der Ravenna Cosmographie des 7. Jahrhunderts wird der Ort als Condecor bezeichnet, was "steiler Hügel" bedeutet. Vermutlich der ursprüngliche Name des Platzes.

## Lage
Condercum war das dritte Glied in der Festungskette des Hadrianswalls (vallum aelium). Die Überreste des Kastells befinden sich etwa vier Kilometer westlich des Stadtzentrums von Newcastle auf dem 127 m hohen Benwell Hill. Von hier aus konnte man u. a. das Flusstal des Denton Burn im Westen und die Mündung des Derwent in den Tyne (Tinea) im Süden gut einsehen und den Verkehr auf dem Fluss überwachen. Im späten 2. Jahrhundert gehörte die Region um Condercum zur Provinz Britannia inferior, ab dem 4. Jahrhundert zur Provinz Britannia secunda.

## Forschungsgeschichte
Das Wissen über das volle Ausmaß der römischen Festung und seine inneren Strukturen ist aufgrund der modernen Überbauung unvollständig geblieben. Der Antiquar John Horsley berichtete, dass seine Ruine noch bis 1732 deutlich sichtbar war. Ab 1751 wurde entlang des Hadrianswalls eine gepflasterte Heerstraße von Newcastle nach Carlisle angelegt. Im gleichen Jahr konnten auch Hypokausten des Kommandantenhauses und das Badehaus lokalisiert werden. Bis 1789 waren die Reste des Kastells nördlich der West Road komplett entfernt worden. Am Ende des 18. Jahrhunderts waren auch die letzten sichtbaren Mauerreste des Lagers verschwunden. Im Jahre 1851 untersuchte John Collingwood Bruce erstmals das südliche Areal des Kastells. Erste archäologische Grabungen am Kastell wurden in den 1860er Jahren aufgenommen. Im Jahre 1862 wurde der Antenociticustempel von George Wightwick Rendel entdeckt bzw. ausgegraben und ist seitdem sichtbar.
Zwischen 1926 und 1929 konnten Teile des Kommandantenhauses, des Stabsquartiers der östlichen Mannschaftskasernen, der südöstliche Eckturm, das Badehaus und der Tempel lokalisiert und untersucht werden. In den späten 1920er und 1930er Jahren wurden vom North of England- und Durham University Excavation Committee Rettungsgrabungen am südlichsten Abschnitt durchgeführt. Dabei konnten die südlichen Ecktürme lokalisiert und vermessen werden. Teile der Getreidespeicher, die Mannschaftsbaracken und Stallungen und ein Großteil des Hospitals wurden ebenfalls untersucht. Der Grabenübergang wurde 1932 entdeckt und bis 1933 von Archäologen der University of North of England freigelegt. Im Jahre 1935 wurden unmittelbar westlich des Tempels zwei Broschen aus dem 6. oder frühen 7. Jahrhundert und ein Glasgefäß, wahrscheinlich aus angelsächsischen Gräbern, geborgen. Von 1937 bis 1938 wurden einige Gebäude der Zivilsiedlung am Südgraben untersucht. Im Jahre 1937 konnten das westliche Seitentor, eine Hypokaustenheizung und ein Sandsteinaltar am Benwell Park aufgedeckt werden. Bei den Grabungen von 1958 wurden noch weitere Erkenntnisse über die internen Strukturen des Lagers gewonnen.
1970 wurde das Areal nahe der südwestlichen Ecke des Kastells (Pendower Hall) untersucht, da man annahm, dass es noch zum Vicus gehörte. Hinweise auf römische Bausubstanz konnten aber keine gefunden werden, wahrscheinlich wurde sie schon im 19. Jahrhundert restlos beseitigt. Beim Bau einer Wasserleitung 1990 wurde ein Teil des in den späten 1930er Jahren entdeckten Doppellagerhauses angeschnitten. Im Jahre 2013 fand sich auf dem Gelände der Pendower Hall und der Hadrian School, 300 m westlich des Kastells, ein Abschnitt der Militärstraße. Ihre Reste waren noch gut erhalten und befanden sich nur einen halben Meter unter dem heutigen Bodenniveau. Als Beifund kam eine römische Bronzemünze ans Tageslicht. Im gleichen Jahr konnte bei Sondierungsgrabungen festgestellt werden, dass sich der Vicus noch weiter nach Süden erstreckte als bisher angenommen. Die Funde sind im Great North- und Black Gate Museum in Newcastle ausgestellt.

## Entwicklung
Im Jahre 122 befahl Kaiser Hadrian, im Norden Britanniens eine Sperrmauer, verstärkt durch Wachtürme und Kastelle, vom Tyne bis zum Solway-Firth zu errichten, um die britischen Provinzen vor den ständigen Einfällen der Pikten aus dem Norden zu schützen. Der Wall wurde größtenteils durch Soldaten der drei in Britannien stationierten Legionen und der classis Britannica errichtet.
Eine 1937 im Portikus des Doppelhorreums in Benwell aufgefundene Inschrift berichtet von Marinesoldaten der Kanalflotte die unter Hadrian die Lagerhäuser in Condercum errichteten. Eine Vorgängersiedlung befand sich wahrscheinlich am Fuß des Benwell Hill. Um 296 fiel die Zivilsiedlung einem Großbrand zum Opfer, wurde aber danach wieder aufgebaut. Das Kastell wurde wahrscheinlich bis in das frühe 5. Jahrhundert benutzt. Wann der Vicus aufgegeben wurde, ist nicht bekannt. Der nördliche Teil des Kastells (praetentura) wurde Mitte der 1860er Jahre während des Baus des Benwell High Reservoirs zerstört. Der südliche Rest (raetentura) fiel zwischen 1926 und 1937 einer Doppelhausanlage (semi-detached-house) zum Opfer.

## Kastell
Vom Kastell und dem Hadrianswall ist heute nichts mehr zu sehen. Relativ gut erforscht ist nur die raetentura des Lagers. Es wurde wahrscheinlich zwischen 122 und 124 errichtet und stand wohl bis in das späte 4. oder frühe 5. Jahrhundert in Verwendung. Heute ist sein nördliches Drittel durch einen Wasserbehälter, der Rest mit Wohnhäusern und der West Road/A186, die Newcastle mit Carlisle verbindet, überbaut. Sondierungen haben jedoch gezeigt, dass umfangreiche Reste der Festung, oft nur 0,4 Meter unter der Erde, erhalten geblieben sind. Das Lager hatte einen, nach NO ausgerichteten, quadratischen Grundriss mit abgerundeten Ecken (Spielkartenform). Es maß von Nord nach Süd schätzungsweise 170 m und von West nach Ost 120 m und bedeckte (inkl. der rückwärtigen Erdrampe) eine Fläche von zwei Hektar.

### Umwehrung
Die Umfassungsmauer wurde durch eine rückwärtige Erdrampe abgestützt, die auch als Wehrgang diente. Untersucht wurden das Südtor und die zwei Seitentore an der West- und Ostmauer. Das Kastell konnte vermutlich durch insgesamt sechs Tore, vier Haupttore (portae principales) und zwei Seitentore (portae quintanae) betreten werden. Durch die beiden Seitentore führte die Militärstraße quer durch das Kastell und bildete die west-östliche Lagerhauptstraße, die via quintana. Diese Tore verfügten nur über einen Durchgang. Das südliche Tor war von zwei innen angesetzten Türmen flankiert und mit zwei Durchfahrten versehen, die durch zwei Pfeiler voneinander getrennt waren (spina). Durch dieses Tor führte die zweite, von NO nach SW verlaufende Lagerhauptstraße, die via decumana. Von dort aus gelangte man zum Wallübergang. Alle vier Kastellecken dürften durch Türme verstärkt gewesen sein. Archäologisch nachgewiesen sind die Türme an der Südwest- und Südostecke. Ob das Lager noch über weitere Zwischentürme verfügte, ist unbekannt. An der West- und Ostseite konnten Spuren eines Doppelgrabens beobachtet werden, an der Südmauer dürfte nur einer vorhanden gewesen sein. Man nimmt an, dass die Position des Hadrianswalls bei Benwell im Wesentlichen dem Verlauf der West Road entspricht. In diesem Fall wäre er im Zentralbereich des Kastells auf seine Ost- bzw. Westmauer getroffen. Die praetentura des Lagers hätte somit noch weit über den Wall hinausgeragt. Die West Road überdeckt ziemlich sicher auch die west-östliche Lagerstraße, die via principalis.

### Innengebäude
Bei den Grabungen konnten das Haus des Kommandanten (Praetorium), das Stabsquartier (Principia), zwei Lagerhäuser (Horrea), Werkstätten (Fabrica), Mannschaftsunterkünfte (Contubernium) mit separaten Pferdeställen (Stabula) und ein Hospital (Valetudinarium) nachgewiesen werden. Die ersten drei der o. g. Bauten standen im Zentrum des Kastells, südlich der via principalis.
Prätorium: Das Kommandantenhaus stand am östlichen Seitentor, war wahrscheinlich in Form eines Perystilhauses mit Innenhof gestaltet und verfügte über mehrere beheizbare Räume.
Principia: An das Praetorium schloss sich im Westen das Lagerhauptquartier an. Es bestand aus vier Verwaltungsräumen (tabularium) mit einem in den Fels gehauenen Kellerraum zur Verwahrung der Truppenkasse, einer nach Norden offenen Vorhalle und einem von weiteren Kammern umgebenen Innenhof. Der Kellerraum befand sich östlich des Fahnenheiligtums (sacellum). Er wurde durch ein Schrägfenster an der Südwand beleuchtet und war mit steinernen Wandplatten ausgekleidet. Im Vorhof befand sich ein Wasserbecken, das durch eine Rohrleitung gespeist wurde.
Horreum: Westlich der Principia stand ein Doppelhorreum vom Typ B – freistehend im Kastellinneren – zur Lagerung von Getreide. Das im Grundriss langrechteckige Lagerhaus war 34,75 m lang. Im Süden war vermutlich ein Vordach angebracht, das von sechs quadratischen Pfeilern getragen wurde. Zu den beiden Eingängen führten Stufen empor. Die Außenmauern waren mit Pilastern verstärkt. Das Gebäude ähnelte ansonsten den Exemplaren von Haltonchesters und Rudchester.
Fabrica: Direkt am Westtor befand sich ein Werkstättengebäude. An dessen Ostwand stieß man auf den Abfallhaufen einer Schmiede.
Kaserne: Südlich des Werkstättengebäudes stand eine große, an den Rückwänden zusammengebaute Doppelbaracke. Sie verfügte im Westen über zwei größere Kopfbauten, in denen die Offiziere einquartiert waren. Der übrige Teil bestand aus 18 kleineren Kammern, die als Unterkünfte für die einfachen Soldaten dienten. In dem Gebäude fanden etwa 128 Mann Platz. Dies entspricht dem Mannschaftsstand von ca. vier turma der kleinsten taktischen Einheit einer Reiterschwadron.
Valetudinarium/Veterinarium: Östlich davon standen ein Haus mit unbekannter Funktion (evtl. ein Tierlazarett) und das Lagerhospital. Es bestand vermutlich aus bis zu zwölf Räumen, die sich um einen Innenhof gruppierten.
Stabula: Der Rest der raetentura wurde von zwei Stallgebäuden eingenommen, die westlich und östlich der via decumana standen.

## Garnison
Die Vexillationen der zwei britischen Legionen waren hier wohl für Bauarbeiten stationiert worden. Folgende Einheiten sind als Besatzung für Condercum bekannt oder könnten sich für eine begrenzte Zeit dort aufgehalten haben:
| Zeitstellung                  | Truppenname                                                                                                 | Beschreibung |
| ----------------------------- | --- | --- |
| 2. Jahrhundert n. Chr.        | Legio secundae Augusta (die zweite Legion des Augustus)                                                     | Eine in Benwell aufgefundene Bauinschrift nennt als Stifter die Legio II Augusta. Ihre Soldaten haben das Kastell vermutlich errichtet. |
| 2. Jahrhundert n. Chr.        | Legio XX Valeria Victrix (die zwanzigste Legion, die starke und siegreiche)                                 | Die Soldaten der Legion waren wahrscheinlich für den Bau zusätzlicher Gebäude und für Reparaturarbeiten im späten 2. Jahrhundert verantwortlich. Ein Altar im Antenociticustempel wurde von einem ihrer Zenturios, Aelius Vibius, dem Gott und dem regierenden Kaiser gewidmet. Vermutlich war er interimistischer (lateinisch = „inzwischen, unterdessen“) Kommandeur der Besatzung in Benwell. |
| 2. Jahrhundert n. Chr.        | Classis Britannica (die britannische Flotte)                                                                | Die zwei Lagerhäuser des Kastells wurden von Angehörigen der Kanalflotte, die im Kastell Arbeia (South Shields) stationiert waren, erbaut. |
| 2. Jahrhundert n. Chr.        | Cohors primae Vangionum Milliaria Equitata (die erste Kohorte der Vangionen, teilberitten, 1000 Mann stark) | Sie war ursprünglich in Obergermanien ausgehoben worden. Wahrscheinlich war im Kastell aber nur rund die Hälfte von ihnen, 500 Mann, untergebracht. Der zweite Altar des Antenociticustempel wurde vom Präfekten der Kohorte, Tineius Longus, gestiftet, als Dank für seine bevorstehende Beförderung zum Quästor, der erste Schritt auf dem Weg zum Senator. Möglicherweise war eine Vexillation der Einheit im Kastell von Chesters stationiert. |
| 3. bis 4. Jahrhundert n. Chr. | Ala Primae Hispanorum Asturum (das erste Reiterschwadron der hispanischen Asturer)                          | Zwischen 205 und 209 wurden die Vangionen von 500 asturischen Reitern, ursprünglich aus dem Norden Spaniens stammend, abgelöst. Diese Einheit wird auch in einer Grabinschrift vom Kastell Arbeia erwähnt. Es könnte sein, dass sie vorher dort stationiert war. Der Grabstein wurde aber nicht für einen Kavalleristen gesetzt, sondern einen ehemaligen Sklaven (Freigelassenen), der im Dienst eines Soldaten dieser Einheit stand. Die letzte Inschrift aus Benwell, in der die Asturer erwähnt werden, stammt aus dem Jahr 238. Ansonsten ist in diesem Zusammenhang noch ein Grabstein (Inscriptiones Latinae selectae 2712) aus Ilipa (Alcalá del Río) in Südspanien bekannt. Die Inschrift berichtet davon, dass der Verstorbene seinen Militärdienst in Britannien bei der ala I Asturum absolvierte, aber es ist unklar in welchen Zeitraum. Nach den Militärreformen des Diokletian und Konstantin I. zählten die Garnisonen am Wall zu den limitanei. Aus der Notitia dignitatum, Truppenliste des Dux Britanniarum, ist für das Conderco des 4. Jahrhunderts der Rang ihres befehlshabenden Offiziers, ein Praefectus, bekannt. Da die Truppe noch in diesem spätantiken Dokument aufscheint, könnte sie durchaus bis zur Auflösung der Provinzarmee im 5. Jahrhundert dort gestanden haben. Ihre Schwestereinheit, die ala II Asturum, lag im weiter westlich gelegenen Kastell Cilurnum (Chester). |

## Grabenübergang
Der mehrphasige Übergang, bestehend aus einem Steindamm und die Reste des Tores, befindet sich in einem abgesperrten Bereich in Denhill Park. Der sechs Meter breite und drei Meter tiefe südliche Graben (vallum) bestand seit 122 und begleitete den Wall auf seiner gesamten Länge, außer am Abschnitt zwischen Newcastle und Wallsend. Heute hat er nur mehr die Hälfte seiner einstigen Tiefe. Er verlief in etwa parallel zur südlichen Umwehrung des Lagers. Bei Benwell wurde er in einem weiten Bogen um das Kastell herum geleitet, etwa 55 Meter vom Südtor entfernt. An beiden Rändern des Grabens war mit dem Aushub ein Erdwall aufgeworfen worden. Wenn das Regenwasser zu hoch anstieg, konnte er durch einen Überlaufkanal, der sich östlich des Grabenübergangs befand, entwässert werden. Am Ende des 2. Jahrhunderts wurde er planiert und dann teilweise von Gebäuden der Zivilsiedlung überbaut.
Der noch gut erhaltene Steindamm über den Graben wurde ursprünglich von einer Bogenkonstruktion überspannt, die mit hölzernen Torflügeln verschlossen werden konnte. Von ihm sind heute noch einige massive Blöcke der westlichen Basis und Schwellsteine zu sehen. John Collingwood Bruce, einer der ersten Erforscher des Hadrianswalls, beschrieb diese Blöcke als eines der qualitätsvollsten aus hadrianischer Zeit, die er am Wall gesehen hatte. Die Seitenwände des Damms waren mit rechteckigen Blöcken verkleidet. Aus der Art und Weise, wie das Tor aufgebaut war, schlossen die Archäologen, dass die hölzernen Torflügel nur vom Norden aus zu öffnen waren und so der Zugang zur Festung besser kontrolliert werden konnte. Der Übergang wurde zur Zeit Hadrians erbaut. Pivotsteine für die Tore wurden nur in Schicht 1 (hadrianisch) und 5 (severisch) gefunden. Die Holztore dürften in der Zeit des Statthalters Lollius Urbicus (138–144) entfernt worden sein. Später wurden sie wieder eingehängt. Der beim Übergang aufgefundene Drehlagerblock hatte eine ausgemeißelte Hohlkehle und war offenbar aus dem Gebälk (horizontale Leisten über dem Tor) des Torbogens entnommen worden. Die Wiederverwendung dieses Blocks könnte bedeuten, dass der Bogen, wenn auch wahrscheinlich schon teilweise ruinös, noch bis ins späte 3. Jahrhundert mit Holztoren ausgestattet war. Der Übergang wurde mit ziemlicher Sicherheit während der gesamten Zeit der römischen Besatzung benutzt.
Die Zugangsstraße war mit Bruchsteinen geschottert und stieg im Norden zum Kastellhügel stufenförmig an. Der Straßenbelag war im Laufe der Zeit sechsmal erneuert worden, was auf eine starke Verkehrsbelastung hindeutet. Die oberste Schicht enthielt eine Münze aus der Zeit um 270. Man vermutet, dass das Tor, der Graben und seine Seitenwälle nicht nur eine militärische Sperrzone, sondern auch eine rechtliche oder administrative Grenze markierten. Offensichtlich war der Grabenübergang von Benwell nicht der einzige am Wall. Derartige Steindämme konnten auch südlich der Kastelle von Housesteads, Great Chesters und Birdoswald beobachtet werden.

## Vicus
Das Lagerdorf konzentrierte sich entlang der Ausfallstraße nach Süden und am Grabenübergang. Die ersten Gebäude der Zivilsiedlung waren noch zur Gänze aus Holz und entstanden in der Regierungszeit des Severus. In der ersten Hälfte des 3. Jahrhunderts wurden sie durch Steingebäude ersetzt. Spuren des Lagerdorfs (Vicus) konnten beiderseits des Vallums beobachtet werden. Man fand dort die Überreste von mehreren zivilen Gebäuden. Steinbauten waren auch an der Ost- und Westseite des Grabenübergangs errichtet worden. Sie konnten, basierend auf Keramikfunden, auf das Ende des 2. oder Anfang des 3. Jahrhunderts datiert werden. Eine 1789 in Benwell aufgefundene Weiheinschrift an die Muttergöttinnen berichtet von der Wiederherstellung eines Tempels. Sein Standort ist unbekannt.
Für den Vicus sind neben dem Antenociticustempel noch zwei Gebäude erwähnenswert:
Balineum: Das für eine römische Siedlung obligatorische Badehaus stand etwa 274 Meter südwestlich des Kastells. Wahrscheinlich wurde es von den Soldaten und Zivilisten gemeinsam genutzt. Nachgewiesen werden konnten das Kaltbad und der Umkleideraum. Bevor es 1751 abgebrochen wurde, wurden seine Mauerzüge auf einem Plan eingetragen. Laut diesem Plan bestand es aus acht Räumen. Deren Aufteilung ähnelte entfernt dem Badehaus von Wallsend. Die letzten Spuren des Gebäudes wurden durch nachfolgende Baumaßnahmen ausgelöscht, sodass sein genauer Standort nicht mehr festgestellt werden kann.
Mansio: Südlich des Wallübergangs stieß man auf die Reste eines etwas größeren, aus neun Räumen bestehenden Gebäudes, vermutlich diente es als Herberge für Durchreisende. Seine Raumaufteilung wurde vor seiner Zerstörung angeblich ebenfalls auf einem Plan festgehalten. Nähere Details über dieses Gebäude wurden jedoch nicht veröffentlicht.

## Antenociticustempel
100 Meter östlich des Kastells (Broomridge Avenue) stand auf dem Boden der Zivilsiedlung ein kleiner Tempel, der dem keltobritischen Gott Antenociticus/Anocitius geweiht war. Er maß 15,3 Meter (West-Ost) × 18,80 Meter (Nord-Süd). Sein Südende wurde durch eine 5,4 Meter breite Apsis abgeschlossen. Der Tempel konnte über den Eingang östlich der Apsis betreten werden, vermutlich befand sich der Haupteingang aber ursprünglich im Norden. Tempel dieser Größe waren für gewöhnlich nicht für Gottesdienste der gesamten Kultgemeinde bestimmt, vielmehr waren sie der Andachtsort für die Personen, die ihn wohl aufgrund eines Gelübdes gestiftet hatten. Die letzte datierbare Münze, die dort gefunden wurde, stammt aus der Regierungszeit des Marcus Aurelius (161–180). Funde von verbrannten Balken und Dachziegeln lassen annehmen, dass er im späten 2. Jahrhundert durch ein Feuer wieder zerstört wurde. In der Apsis des Tempels fanden sich drei Skelette. Danach wurde sein Areal – noch in römischer Zeit – offensichtlich als Friedhof genutzt.
In der Apsis war eine lebensgroße Statue der Gottheit aufgestellt. Von ihr konnten der mit gelockten Haaren und Hörnern versehene Kopf, mit einem Halsring (Torques) um den Hals, und Fragmente eines Armes und eines Unterschenkels geborgen werden. Wahrscheinlich war sie aber größtenteils aus Holz gefertigt. Neben der Statue befanden sich dort noch drei Weihealtäre des Antenociticus. Von zwei wurden Repliken angefertigt und am Schaugelände aufgestellt. Eine der Altarinschriften nennt einen Präfekten der Vangionenkohorte (siehe oben). In ihr wird auch der konsularische Statthalter von Britannien, Ulpius Marcellus, genannt. Dies lässt darauf schließen, dass der Tempel zwischen 178 und 180 erbaut worden sein muss. Der zweite Altar wurde von einem Zenturio der Legio XX dem Antenociticus und dem vergöttlichten Kaiser gewidmet. Artefakte des Antenociticuskults kamen an keiner anderen römischen Ausgrabungsstätte ans Tageslicht. Es wurden auch keine anderen Skulpturen der Gottheit gefunden. Diesbezügliche Inschriften oder Widmungen, die anderswo im Römischen Reich auftauchten, sind nicht bekannt.

Zeichnung der Ruine des Antenociticustempels von 1884
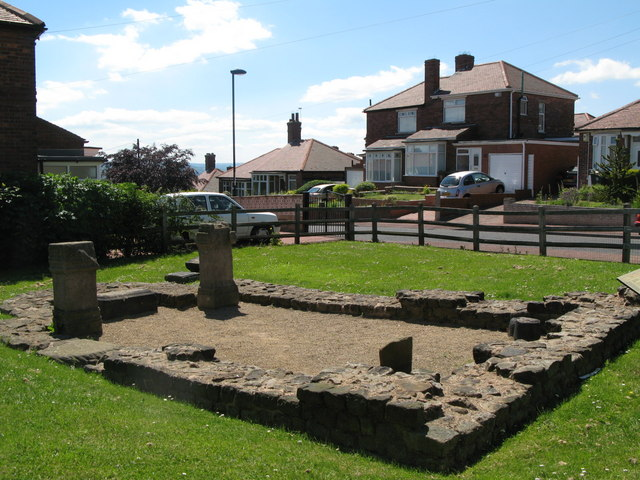
Überreste des Tempels im Zustand von 2008
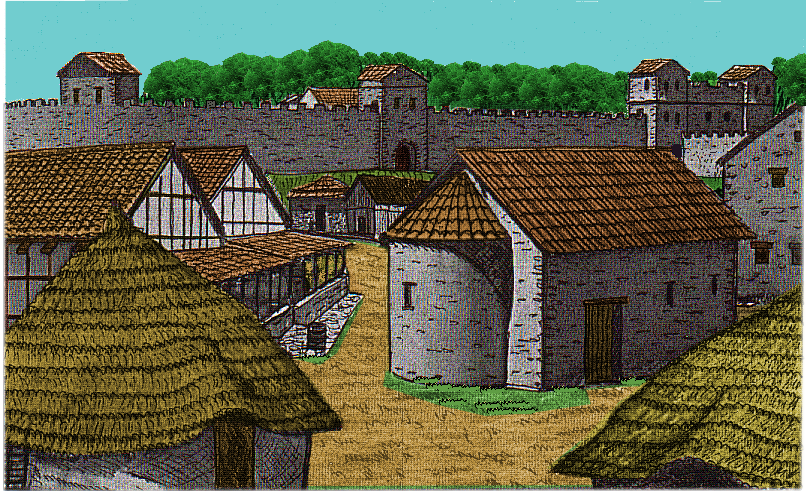
Rekonstruktions- versuch
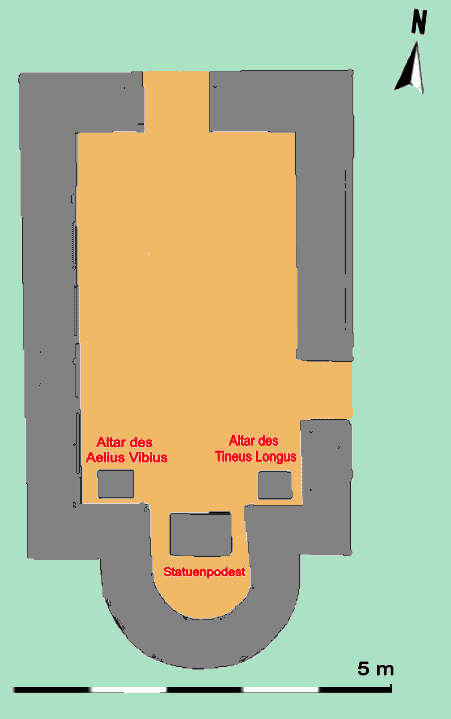
Befundplan

## Die "drei Lamien"
Neben dem Antenociticustempel wurde in Condercum noch eine große Zahl anderer Weihungen an verschiedene Gottheiten gefunden. Einzigartig ist darunter noch ein Weihestein an die "drei Lamien" (lamiis tribus); bei den "Lamien" dieses Weihesteins könnte es sich um eine interpretatio Romana von Figuren der keltischen Mythologie handeln, wie sie in Irland als die Bodbs bzw. Morrígains gut bezeugt sind.

## Gräberfelder
Archäologische Untersuchungen deuten auf das Vorhandensein eines Gräberfelds beim Vicus (Tempel) hin. Es wurde offenbar bis in die frühe angelsächsische Zeit verwendet. Zwischen dem Kastell von Benwell und dem östlich gelegenen Meilenkastell 6 (Benwell Grove, südlich des Hadrianswalls) ist noch ein weiteres römisches Gräberfeld bekannt.